# Samoilovski
Samoilovski (en rus: Самойловский) és un poble (un possiólok) de l'óblast d'Astracan, a Rússia, segons el cens del 2010 tenia 153 habitants.